# Руки прочь от котиков! Охота на интернет-убийцу
Руки прочь от котиков! Охота на интернет-убийцу (англ. Don't F**k With Cats: Hunting An Internet Killer   букв. Не шути с котами: Охота на интернет-убийцу) — документальный мини-сериал, снятый режиссёром Марком Льюисом. Мини-сериал был выпущен на Netflix 18 декабря 2019 года.

## Сюжет
В декабре 2010 года Деанна Томпсон из Лас-Вегаса наткнулась в YouTube на видео под названием «1 boy 2 kittens». Милое начало ролика с двумя котятами на диване сменилось кадрами жестокой расправы над ними с помощью вакуумного пакета и пылесоса.
Вскоре Facebook наполнился десятками комментариев с призывами найти живодёра и расправиться с ним. Но на YouTube не было ни одного намёка, как зовут неизвестного и где он живёт. В группе на Facebook «Найдём убийцу котят… ради великой справедливости» Деанна нашла единомышленника — Джона Грина. Вдвоём они начинают расследование.
Грин и Томпсон, просматривая видео, попытались вычислить местоположение преступника по деталям квартиры: расположение мебели, окна, тип розеток. Спустя некоторое время они заметили плед с изображённым волком, они отыскали похожий плед на eBay. У лота был только один покупатель, но он был скрыт, а доставка осуществлялась в десятки стран.
В начале 2011 года живодёр выложил новое жестокое видео, а также скинул в группу несколько фотографий с фейковой страницы, замазав лицо. После полной раскадровки ролика у участников группы появилось две новые зацепки: пачка сигарет с противопоказаниями от американского врача и жёлтый пылесос. На форуме, посвящённом пылесосам, опознали технику — её продавали только в Северной Америке.
К тому времени на живодёра обратила внимание организация Rescue Ink — группа нью-йоркских байкеров, которая занималась защитой животных. Её лидер Джо Панцарелла заметил маленькую группу в Фейсбуке и заявил, что заплатит 5 тысяч долларов тому, кто найдёт убийцу котов. Количество подписчиков сообщества выросло с 93 человек до 15 тысяч.
В какой-то момент в сообществе появился парень, утверждавший, что это он убивает котят. Оказалось, что он живёт в Намибии. Грин и Томпсон выступали против этой версии, так как всё указывало на Северную Америку. Однако участники сообщества не поверили им и стали писать угрозы и оскорбления в адрес парню из Намибии, после чего он покончил с собой. Интернет поверил непричастному к преступлениям Эдварду Джордану, который страдал от депрессии и почему-то решил выдать себя за убийцу. Котятам вреда он не причинял.
Интернет-расследование забуксовало. Но в группу пришло анонимное сообщение: «Того, кто вам нужен, зовут Лука Маньотта».

## Лука Маньотта
Настоящее имя Маньотты — Эрик Кирк Ньюман (англ. Eric Kirk Newman), он родился в 1982 году. У Эрика было трудное детство: родители рано развелись, новый муж матери оказался очень жёстким, над Эриком издевались в школе. Он не окончил школу, ему поставили диагноз «параноидная шизофрения».
В 2006 году Эрик Ньюман официально сменил имя на Лука Маньотта и принялся выстраивать в сети образ модели и порнозвезды. С помощью фейковых профилей он сам разносил слухи о своих отношениях с Мадонной, контрактах с модными домами. По данным National Post, Лука действительно снимался в гей-порно, но был далеко не звездой — восемь сцен за пять лет карьеры.
26 мая 2012 года Джон Грин получил сообщение со ссылкой на сайт с NSFW-контентом. Ролик по ссылке назывался «1 лунатик, 1 нож для колки льда», и в нём мужчина бил ножом связанного человека, а затем расчленял его под песню New Order «True Faith». Грин разослал ролик коллегам по расследованию, снова позвонил в полицию Торонто и рассказал о видео в соцсетях. Все ждали утра, когда это попадёт в новости. Но ничего не произошло.
Утром 29 мая жители дома на бульваре Декари (Монреаль) обнаружили возле мусорного контейнера чемодан с частями тела мужчины. В 18 часов того же дня в штаб-квартиру Консервативной партии Канады прислали пакет с отрезанной человеческой ступнёй. В 21 час сотрудники почты обнаружили посылку с отрезанной рукой, которая предназначалась Либеральной партии.
Полиция и сама вышла на след Луки — они обнаружили его водительское удостоверение в одном из 33 мусорных мешков возле дома.
Никто до этого не слышал имя Маньотты — история с котятами прошла мимо офицеров. Поэтому сначала в полиции предположили, что Лука был не убийцей, а жертвой. Но довольно быстро стало понятно, что жертва — студент из Китая Линь Цзюнь, пропавший за несколько дней до этого. Его опознал друг, увидевший тот самый ролик.
4 июня 2012 года житель Берлина сидел на работе в интернет-кафе. Он читал статью о человеке, который убил своего любовника в Канаде, расчленил его и разослал части тела местным партиям. И в тот момент в кафе зашёл мужчина — это был Лука Маньотта.
Подозреваемый сел в кабинку под номером 25 и принялся что-то искать в сети. Анлайисли подсмотрел за его действиями: он зашёл на сайт Интерпола и стал смотреть сводку о себе. Сотрудник кафе позвонил в полицию Берлина — Луку задержали прямо в заведении. «Его погубило тщеславие», — считает Деанна Томпсон.
Маньотту экстрадировали в Канаду на военном самолёте. На суде Лука и его защита придерживались версии, что совершить все убийства его заставлял некий Мэнни Лопез, с которым преступник познакомился во время карьеры эскорт-модели. Мэнни — якобы могущественный человек, который снимал все видео и продавал их в даркнете. Власти так и не нашли ни одного доказательства существования этого человека.
В декабре 2014 года Луку Маньотту признали виновным в убийстве первой степени и приговорили к пожизненному заключению. На январь 2020 года Маньотте 37 лет. В 2017 году он вышел замуж за другого заключённого. О тех видео и преступлениях Лука не разговаривает.

## После расследования
Деанна Томпсон и Джон Грин считают, что они, хоть и распознали в Маньотте преступника гораздо раньше полиции, не сильно помогли в расследовании убийства Цзюнь Линя. После этого дела они продолжили искать интернет-живодёров в рамках проекта Animal Beta и помогли раскрыть как минимум одно дело в США. Фейсбук-детективам помогают и другие люди из костяка группы «Найдём убийцу котят… ради великой справедливости».
В 2024 году британский суд приговорил к пожизненному заключению трансгендера Скарлет Блейк, которая под впечатлением от документального сериала о Луке Маньотте совершила убийство испанского инженера, а до этого провела трансляцию убийства кошки .

## Отзывы
Через две недели после своего дебюта сериал стал одним из 5 самых популярных документальных фильмов Netflix в 2019 году. На сайте Rotten Tomatoes сериал имеет рейтинг одобрения 67 %, основанный на 12 отзывах, со средним рейтингом 8/10.